# Howell, England
Howell är en by i civil parish Asgarby and Howell, i distriktet North Kesteven, i grevskapet Lincolnshire, i England. Byn är belägen 7 km från Sleaford. Howell var en civil parish fram till 1931 när blev den en del av Asgarby and Howell. Civil parish hade 58 invånare år 1921. Byn nämndes i Domedagsboken (Domesday Book) år 1086, och kallades då Huuelle/Welle.